# Август II фон Шварцбург-Зондерсхаузен
Август II фон Шварцбург-Зондерсхаузен (на немски: August II zu Schwarzburg-Sondershausen, „der Bürgerfürst“; * 8 декември 1738 в Ебелебен; † 10 февруари 1806 в Зондерсхаузен) е от 1758 г. апанажиран принц на Шварцбург-Зондерсхаузен.
Той е най-малкият син на принц Август I фон Шварцбург-Зондерсхаузен (1691 – 1750) и съпругата му принцеса Шарлота София фон Анхалт-Бернбург (1696 – 1762), дъщеря на княз Карл Фридрих фон Анхалт-Бернбург и графиня София Албертина фон Золмс-Зоненвалде. Внук е на княз Кристиан Вилхелм I фон Шварцбург-Зондерсхаузен и Вилхелмина Кристина фон Саксония-Ваймар. По-големият му брат е Христиан Гюнтер III (I) (1736 – 1794).

## Фамилия
Август II се жени на 27 април 1762 г. в Бернбург за принцеса Христина фон Анхалт-Бернбург (* 14 ноември 1746 в Бернбург; † 18 май 1823 в Козвиг), дъщеря на княз Виктор Фридрих фон Анхалт-Бернбург и маркграфиня Албертина фон Бранденбург-Швет. Те имат децата:
- Фридрих Христиан Карл Алберт (1763 – 1791), женен на 11 април 1790 г. за племенницата му принцеса Фридерика фон Шварцбург-Зондерсхаузен (1762 – 1801)
- Катарина Христиана Вилхелмина (1764 – 1775)
- Албертина Шарлота Августа (1768 – 1849), омъжена на 12 септември 1784 г. за княз Георг I фон Валдек-Пирмонт (1747 – 1813)
- Вилхелм Лудвиг Гюнтер (1770 – 1807)
- Алексиус Карл Август (1773 – 1777)
- Фридерика Албертина Йохана Елизабет (1774 – 1806), омъжена на 31 май 1796 г. за княз Фридрих Карл фон Сайн-Витгенщайн-Хоенщайн (1766 – 1837)